# پتریولو
پتریولو (به ایتالیایی: Petriolo) یک منطقهٔ مسکونی در ایتالیا است که در استان ماچه‌راتا واقع شده‌است.

## خصوصیات
پتریولو ۱۵٫۶ کیلومترمربع مساحت و ۲٬۰۶۳ نفر جمعیت دارد.